# María Vinyals
María Vinyals Ferrés, dite La Marquise Rouge, née à Soutomaior, en Galice, en 1875 et morte en 1942 à Paris, est une écrivaine et journaliste espagnole engagée dans la défense des droits des femmes.

## Biographie
María Vinyals naît le 14 août 1875, dans le château de Soutomaior, dans la province de Pontevedra. 

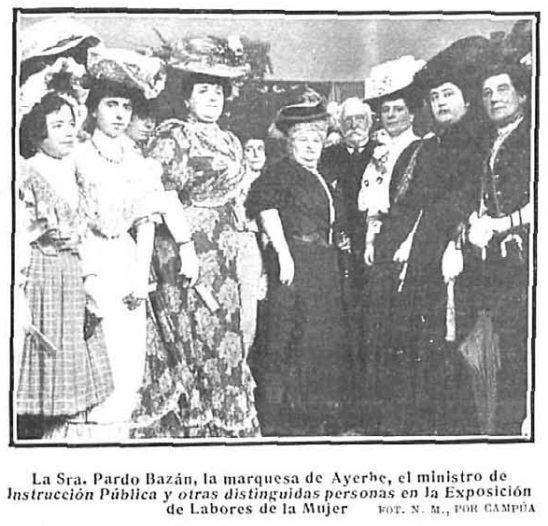
María Vinyals, photographiée en 1907 par Campúa avec Emilia Pardo Bazán et Faustino Rodríguez-San Pedro.

De naissance aristocratique, elle épouse en 1896 Juan Jordán de Urríes, marquis d'Ayerbe, et devient marquise. De cette expérience, elle publie un livre en 1904, intitulé El Castillo del Marqués de Mos en Sotomayor (en français : Le Château du Marquis de Mos à Sotomayor).
Amie des écrivaines Emilia Pardo Bazán, María Barbeito et Carmen de Burgos, elle adhère à l'Ateneo de Madrid, institution culturelle progressiste, en 1906. La même année, elle l'une des premières femmes à faire partie de l'Académie royale galicienne. 
Malgré sa position sociale de marquise, elle s'engage sur les thèmes politiques et sociétaux. Elle est surnommée la «Marquesa Roja» (en français : «la Marquise Rouge»), en raison notamment de son activisme social en faveur des droits des femmes. 
Elle fonde ainsi le Centro Ibero-Americano de Cultura Popular Femenina (en français : Centre ibero-américain de culture populaire féminine) et l'Escuela de Madres de familia (en français : l'École des Mères de famille), institution qu'elle inaugure en 1906 pour ouvrir l'enseignement aux femmes qui n'y ont pas accès.
En 1909, après le décès de son mari marquis, elle épouse le médecin cubain Enrique Lluria, et son nom d'épouse, María de Lluria, est quelquefois utilisé pour la nommer. 
Membre du Parti socialiste ouvrier espagnol, elle adhère à l'Agrupación Femenina Socialista de Madrid (en français : Rassemblement féminin socialiste). 
En tant que journaliste, elle écrit dans El Imparcial, El Fígaro et Blanco y Negro, où elle traite de l'égalité femmes-hommes et de la complémentarité de l'homme et de la femme dans la gestion publique.
En 1919, elle emménage à Cuba. 
Elle meurt à Paris sous l'occupation nazie de la capitale française durant Seconde Guerre mondiale.

## Postérité
En juin 2016, une école de Pontevedra, la Escola de Igualdade María Vinyals (en français : l'École de l'Égalité María Vinyals) est nommée en sa mémoire.
L'école est située dans le château de Soutomaior, où María Vinyals est née et a habité. Dans son discours d'inauguration, la présidente de la Députation, Carmela Silva, rend hommage à María Vinyals ainsi qu'à toutes les pionnières du féminisme galicien, telles qu'Emilia Pardo Bazán et Concepción Arenal. L'école a pour objectif la formation dans la lutte contre la violence de genre et la défense de l'égalité.

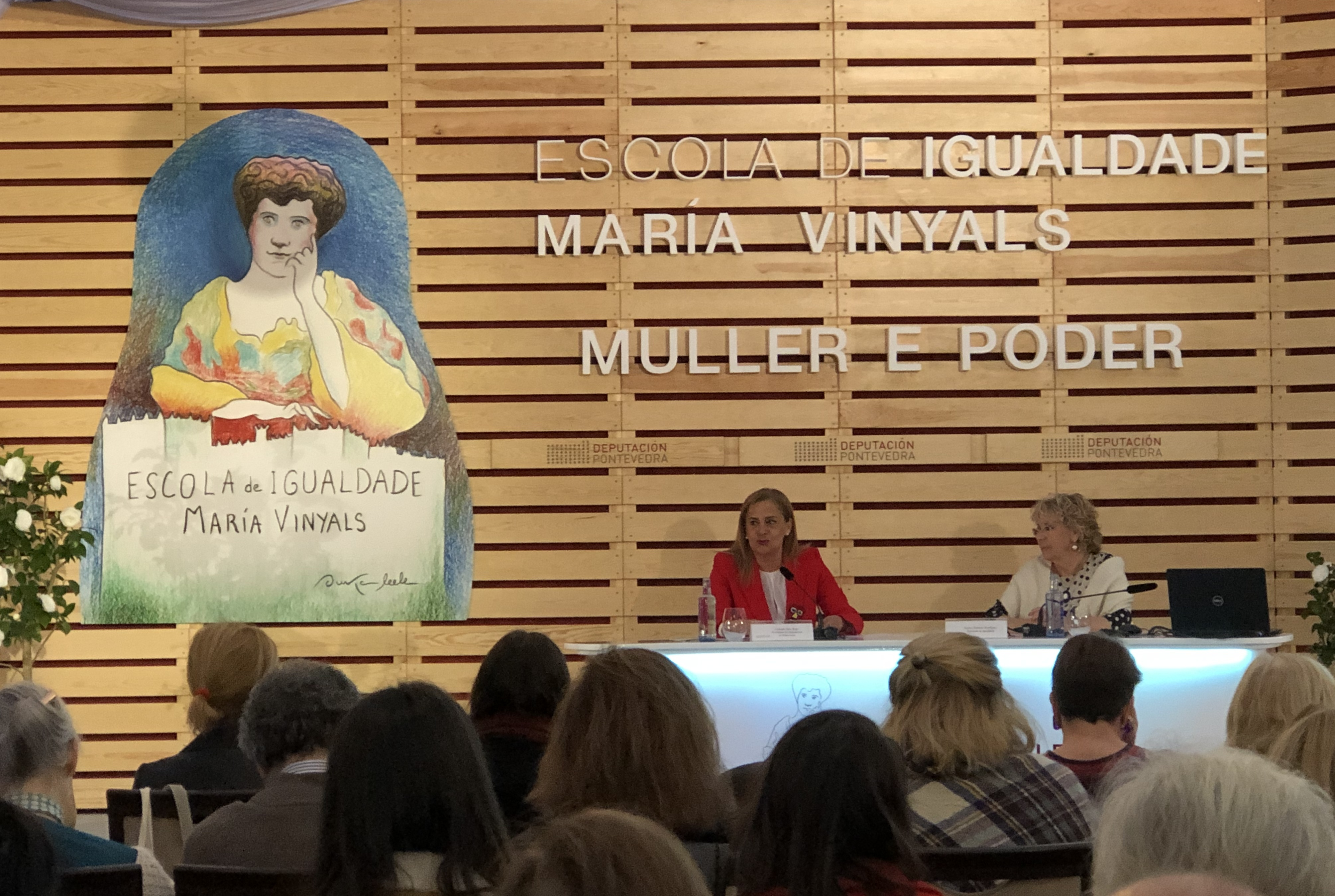
Inauguration de l'École de l'Égalité María Vinyals de Pontevedra en 2016.